# Парацетамол в комбинации с другими препаратами
Предмет этой статьи составляет группа комбинированных лекарственных средств, основным действующим веществом которых является парацетамол. Эффект препаратов этой группы главным образом обусловлен фармакологическими свойствами парацетамола. В классификаторе АТХ указанные средства представлены кодами N02BE71 (парацетамол в комбинации с психотропными препаратами) и N02BE51 (исключая вышеуказанные комбинации).
При употреблении любых препаратов парацетамола вместе с веществами, вызывающими индукцию ферментов печени (в частности, алкоголем и трициклическими антидепрессантами), повышается концентрация гидроксилированных активных метаболитов парацетамола, что значительно повышает риск токсического поражения печени, в связи с чем во время лечения крайне необходимо отказаться от употребления этанола и соответствующих препаратов.

## Классификация
Согласно классификатору АТХ, в эту группу входят все комбинированные препараты, содержащие парацетамол, за некоторыми исключениями:
- Комбинации с психолептиками учитываются в этой группе, если только они имеют основное применение в качестве болеутоляющего. В противном случае они классифицируются по кодам, зарезервированным под психотропные препараты. Аналогично, комбинированные препараты, основной функцией которых является не обезболивающий эффект, учитываются по соответствующим кодам, например: A03D, A03EA (спазмолитики в комбинации с анальгетиками), M02A (наружные средства от боли в мышцах и суставах), M03 (миорелаксанты) и т. п.
- Комбинированные препараты, содержащие парацетамол и ибупрофен, классифицируются по коду M01AE51 (ибупрофен в комбинации с другими препаратами), даже если они предназначены только для использования в качестве обезболивающего средства.
- Комбинации с кодеином, содержащие 20 и более миллиграммов кодеина в одной дозе препарата, классифицируются по кодам группы N02AA (кодеин в комбинации с другими препаратами), если меньше — учитываются в этой группе.
- Комбинированные препараты с другими опиоидными анальгетиками должны быть классифицированы по соответствующим кодам группы N02A.
- Препараты, содержащие менее 50 мг аскорбиновой кислоты в одной дозе, относятся к монопрепаратам парацетамола (например, такие лекарственные средства, как «Далерон С», «Далерон С юниор», «Парацетамол ЭКСТРА детский»), в противном случае они учитываются здесь же, как комбинации с парацетамолом.
- Средства от «простуды» с небольшими дозировками входящих в их состав анальгетиков классифицируются по соответствующим кодам, например R05X (препараты для лечения «простуды») и т. п. Препараты с терапевтическими дозировками анальгетиков учитываются в этой группе.

## Лекарственные средства
По состоянию на 2012 год в России зарегистрированы множество различных препаратов этой группы.

### Комбинации с кофеином
В эту группу входят комбинированные препараты парацетамола с кофеином (с дозировкой последнего от 40 до 65 мг), представленные на российском рынке такими торговыми марками, как «Аскофен-П», «Мигренол», «Панадол экстра», «Парален экстра», «Пенталгин»и «Стримол Плюс». Также кофеин может входить и в состав более сложных комбинаций (см. нижеследующие разделы).
Разработчиками препаратов предполагается, что кофеин, являясь психоаналептиком, усиливает эффект анальгетиков, устраняет сонливость и чувство усталости, повышает физическую и умственную работоспособность. Исследования показывают, что это так, но при содержании более 100 мг кофеина в таблетке.
Однако независимые эксперты считают, что включение кофеина в состав обезболивающих средств не увеличивает их анальгезирующего эффекта (возможно, в связи с тем, что его количества в комбинированных продуктах недостаточно для проявления соответствующих свойств). Также отмечается, что ни одно опубликованное исследование с определённостью не установило роль кофеина как вспомогательного средства в анальгетике. Кроме этого, длительное использование таких комбинаций в больших дозировках повышает их нефротоксичность (приводит к заболеваниям почек).

### Комбинации с кодеином
Комбинации парацетамола и кодеина с дозировкой последнего от 8 до 10 мг применяются для снятия болевого синдрома лёгкой и умеренной выраженности различного генеза (при головной, зубной и посттравматической боли, мигрени, альгодисменорее, невралгиях (корешковом синдроме, радикулите и др.), миалгии, артралгии, оссалгии, ишиалгии, люмбалгии). Предполагается, что кодеин даже в дозировке ниже терапевтической усиливает обезболивающее действие парацетамола как более мощный опиоидный анальгетик. Продолжительность анальгезирующего действия — около 4−6 часов.
Также подобные комбинации могут использоваться при простудных заболеваниях и гриппе, при этом парацетамол играет роль жаропонижающего и болеутоляющего, а кодеин — противокашлевого средства (за счет подавления возбудимости кашлевого центра).
Основные представители этой группы: препарат «Коделмикст» и его аналоги с добавлением кофеина («Проходол форте» и «Солпадеин»). Помимо этого, в состав таких комбинаций также могут входить и другие препараты (прочие ненаркотические анальгетики или спазмолитики): ацетилсалициловая кислота («Паркоцет»), пропифеназон («Каффетин»), дротаверин («Но-шпалгин», «Юниспаз»).
Применение «сильных» анальгетиков способно маскировать симптомы серьёзных заболеваний, что может затруднить установление точного и своевременного врачебного диагноза, поэтому такие препараты без консультации врача принимают не более пяти дней. Также не следует превышать рекомендованные дозировки, так как при длительном бесконтрольном приеме кодеинсодержащих препаратов в больших дозах возможно развитие привыкания (ослабление анальгезирующего эффекта) и лекарственной зависимости. В период применения таких лекарственных средств необходимо воздерживаться от управления транспортными средствами и занятий потенциально опасными видами деятельности, требующими повышенной концентрации внимания и быстроты психомоторных реакций.
Препараты, содержащие аспирин, такие как «Паркоцет», имеют значительное количество специфических побочных эффектов (синдром Рея у детей, замедление свёртывания крови, астмоидные реакции на салицилаты, уменьшение выведения мочевой кислоты, тератогенное действие и другие), что необходимо обязательно учитывать при их применении.
По имеющимся данным, Минздравсоцразвития РФ планирует ввести обязательный рецептурный отпуск на все кодеинсодержащие препараты с июня 2012 года.
С июня 2012 года отпускаются только по рецепту врача, так как подлежат предметно-количественному учёту.

### Комбинации с психотропными препаратами
Эта группа комбинированных лекарственных средств в России представлена комбинациями парацетамола с фенобарбиталом и рядом других препаратов. Так, в состав торговых марок «Квинталгин», «Пенталгин-ICN», «Пенталгин-Нова», «Сантопералгин», «Седал-М» и «Седалгин-Нео» помимо этих двух компонентов входят ещё кодеин в дозировке от 7 до 10 мг, метамизол натрия и кофеин. Также на рынке имеется препарат «Пенталгин Плюс», в состав которого, помимо парацетамола с фенобарбиталом, входят кодеин (8 мг), пропифеназон и кофеин.
Разработчиками препаратов предполагается, что фенобарбитал оказывает дополнительное седативное, снотворное, спазмолитическое и миорелаксирующее действие.
Однако независимыми экспертами отмечается, что сочетание фенобарбитала с анальгетиками является совершенно неоправданным в связи с тем, что барбитураты на сегодняшний день сами по себе имеют очень ограниченное медицинское применение из-за проблем с зависимостью и возможных серьёзных, иногда смертельных, явлений абстиненции. Кроме этого, барбитураты, являясь индукторами микросомального окисления, способствуют образованию токсичных метаболитов парацетамола, влияющих на функцию печени.
В связи с этим в некоторых странах, например, в Турции, комбинации анальгетиков с барбитуратами полностью изъяты из фармацевтического оборота.
Использование в этих комбинациях кодеина, а также других ненаркотических анальгетиков, приводит к увеличению числа соответствующих побочных эффектов и ограничений в применении (см. раздел «Комбинации с кодеином»). К примеру, метамизол, используемый в этих препаратах, в большинстве стран (исключая Россию) из-за его опасных свойств вообще запрещён к применению.

### Комбинации с аскорбиновой кислотой
В эту группу входят комбинированные препараты парацетамола с аскорбиновой кислотой (с дозировкой последней от 150 до 600 мг), представленные на российском рынке такими торговыми марками, как «Апап С Плюс», «Парацетамол-С-Хемофарм», «Парацетамол Экстра», «ФлюЗиОЗ», «Эффералган с витамином C». Также аскорбиновая кислота может входить и в состав более сложных комбинаций (см. нижеследующие разделы).
Разработчиками этих препаратов предполагается, что аскорбиновая кислота удлиняет действие парацетамола, замедляя его выведение.
В то же время к сочетаниям анальгетиков с витаминами часто высказывается негативное отношение как к нерациональной комбинации. В некоторых странах (например, в Индии и Бангладеш) подобные препараты запрещены.